# Metuje
Die Metuje (deutsch Mettau) ist ein linker Nebenfluss der Elbe. In ihrem gesamten Verlauf durchfließt sie das Gebiet des Okres Náchod in Tschechien. 

## Name
Der ursprüngliche Name der Metuje war „Medhuje“. Diese Schreibweise ist erstmals für das Jahr 1186 belegt. Sie soll indogermanischen Ursprungs sein und leitet sich vermutlich von „*medh“ ab, das die Bedeutung von „mittig“ hat. Deshalb wird vermutet, dass damals die „Medhuje“ als der mittlere Fluss zwischen der Úpa (Aupa) und der Orlice (Adler) gemeint war, die beide der Elbe zufließen. Der Sprachwissenschaftler Albrecht Greule hingegen vermutet einen germanischen Ursprung und geht vom germanischen Grundwort *a(g)wjō für „Land am Wasser“ und dem Bestimmungswort *meta- „Maß, abgemessen“ aus.

## Verlauf
Die Metuje entspringt nordöstlich des Dorfes Hodkovice (Hottendorf) am nordwestlichen Rand der Adersbacher Felsenstadt. Sie fließt dann durch die Janovická Vlčí rokle (Johnsdorfer Wolfsschlucht) ins Innere des Felsgebietes. Am unteren Ausgang der Schlucht wird sie im Adersbacher Felsenteich (Adršpašské jezírko) angestaut, aus dem sie über den Großen Adersbacher Wasserfall (Velký Adršpašský vodopád) 16 m tief nach Norden in eine Klamm stürzt; unterhalb davon befindet sich der Kleine Adersbacher Wasserfall (Malý Adršpašský vodopád) mit einer Fallhöhe von vier Metern. Im Bereich der inneren Felsenstadt hat die Metuje eine enge Klamm in die bis zu 80 m hohen Felsen gesägt, in der aus dem Brunnkressengrund (Řeřichova rokle) der Bach Řeřichový potok zufließt. Aus der Felsenstadt hinaustretend nimmt sie von links den aus Oberadersbach kommenden Adršpašský potok (Adersbacher Dorfbach) auf und nach einem Kilometer weiter flussabwärts den im Schömberger Gebirge, einem Ausläufer des Waldenburger Berglands, bei dem Dorf Łączna in Niederschlesien entspringenden Zdoňovský potok (Merkelsdorfer Bach). 
Danach wendet sie sich nach Süden und durchfließt die Städte Teplice, Police und Hronov. Am südlichen Rand von Velké Poříčí fließt ihr linksseitig die Brlenka zu, die südlich von Brné auf polnischem Gebiet die Czermnica (Tscherbeneyer Bach) aufnimmt. Ab der Einmündung der Schnelle, die bei Zimne Wody (Kaltwasser) in den Ausläufern des Adlergebirges entspringt, bildet die Mettau auf einer Strecke von etwa 300 Metern bis  zum Náchoder Ortsteil Běloves (Bielowes) die Grenze zwischen Tschechien und Polen. Nach Náchod durchfließt sie ein tiefes Tal, das als Peklo (Hölle) bezeichnet wird und ein beliebtes Ausflugsziel ist. Danach erreicht sie Nové Město nad Metují, wo sie sich nach Westen wendet und durch die Ebene der Ostböhmischen Tafel weiterfließt. Nach 79 Kilometern erreicht sie die Stadt Jaroměř, wo sie in die Elbe mündet. Der mittlere Wasserdurchfluss an der Mündung liegt bei 6,08 m³/s.

## Nebenflüsse
- Rosnerův potok (r), im Adršpašské jezírko bzw. Skalní jezírko (Felsenteich)
- Řeřichový potok (l), in den Adersbacher Felsen
- Adršpašský potok (l), bei Dolní Adršpach
- Zdoňovský potok (l), unterhalb bei Dolní Adršpach
- Bučnice (l), bei Bučnice
- Skalní potok (r), bei Střmenské podhradí
- Teplický potok (l) in  Teplice nad Metují
- Bohdašínský potok (l), bei Dolní Teplice
- Pelegrínka (l), bei Dědov
- Vlásenka (r), bei Česká Metuje
- Dunajka (l), bei Velké Petrovice
- Ledhujka (l), bei Velké Petrovice
- Židovka (l), bei Kozínek
- Dřevíč (r), bei Velký Dřevíč
- Zbečnický potok (r), in Hronov
- Lokvencův potok (l), bei Velké Poříčí
- Brlenka / Tscherbeneyer Wasser (l), bei Velké Poříčí
- Bystra (l), bei Malé Poříčí
- Bavorův potok (l), bei Běloves
- Březinka (l), bei Běloves
- Radechovka (r), in Náchod
- Olešenka (l), in Peklo
- Libchyňský potok (l) in Nové Město nad Metují
- Bohdašínský potok (l) in Nové Město nad Metují
- Janovský potok (l), bei Krčín
- Černčický potok (l), im Mlýnský náhon bei Černčice
- Nahořanský potok (r), bei Roztoky
- Rozkoš (r), bei Nouzín
- Jasenná (l), bei Starý Ples